# تئاتر ملی سارایوو
تئاتر ملی سارایوو (کرواتی: Narodno kazalište Sarajevo) یک سالن نمایش در سارایوو، بوسنی و هرزگوین است.
این تئاتر که در سال ۱۹۲۱ تأسیس شده دارای ۴۰۰ نفر ظرفیت می‌باشد.

## نگارخانه

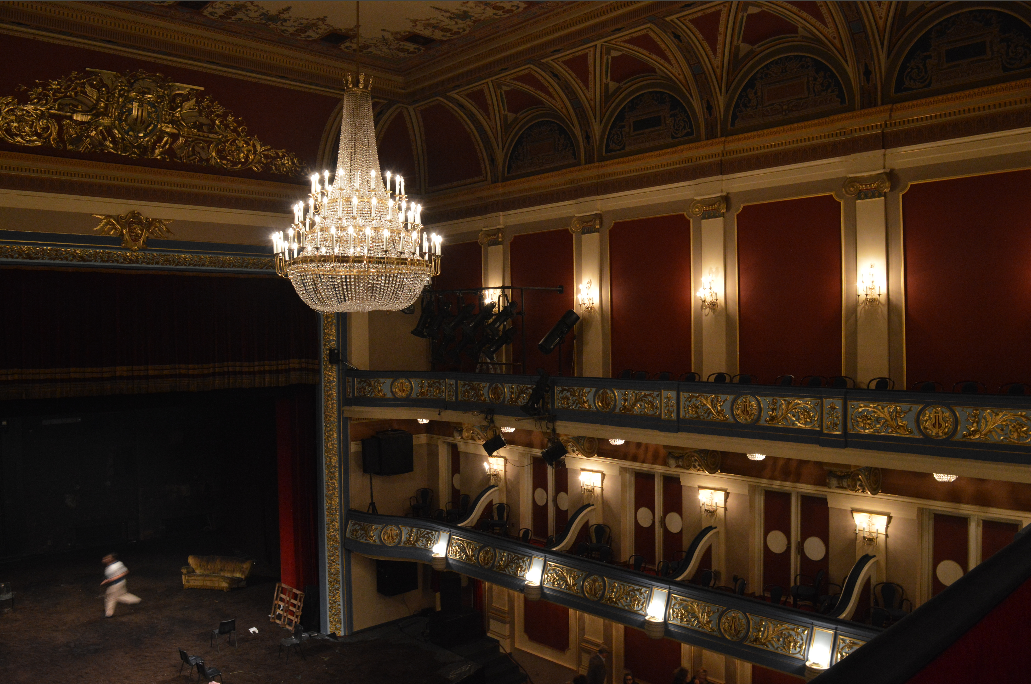
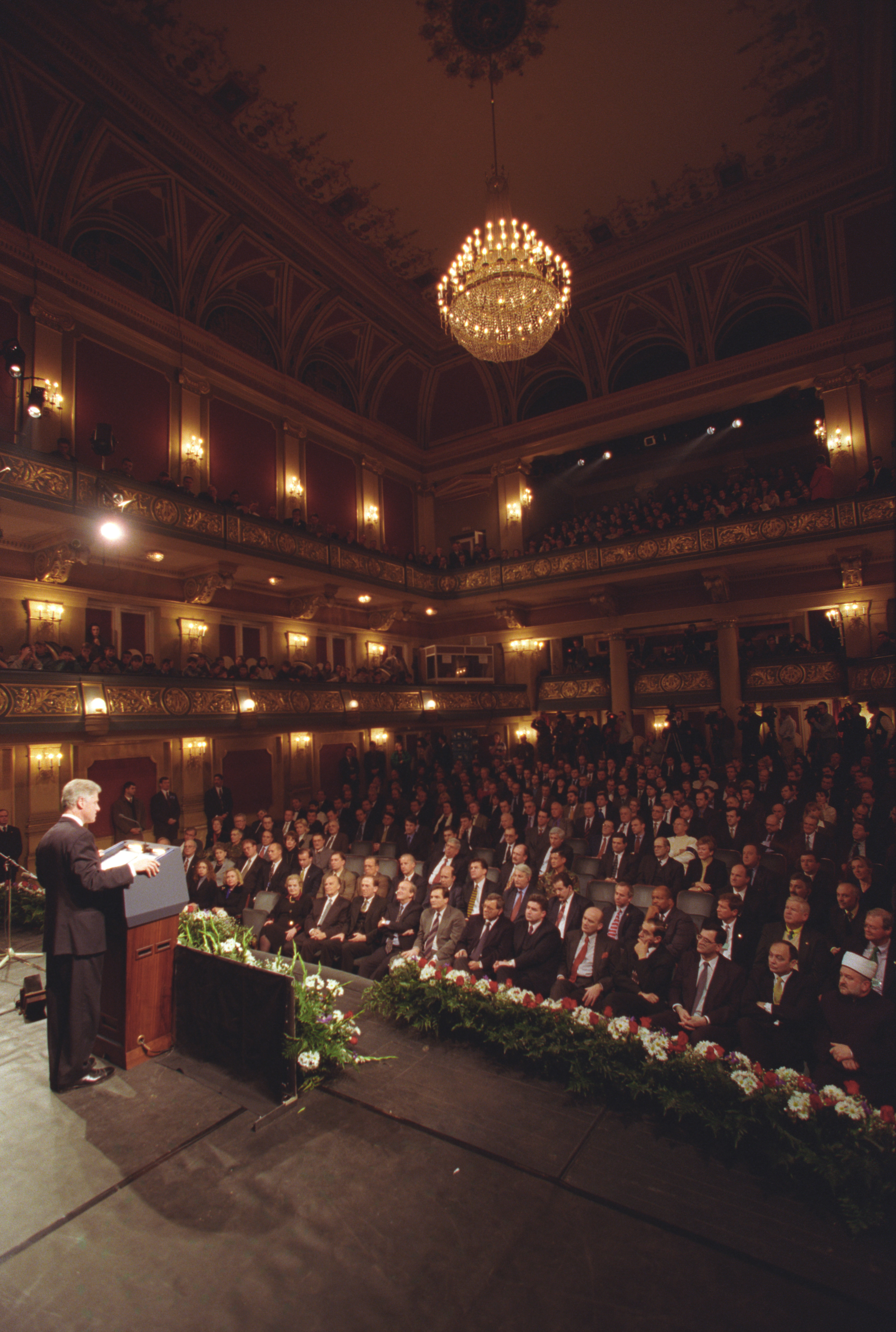
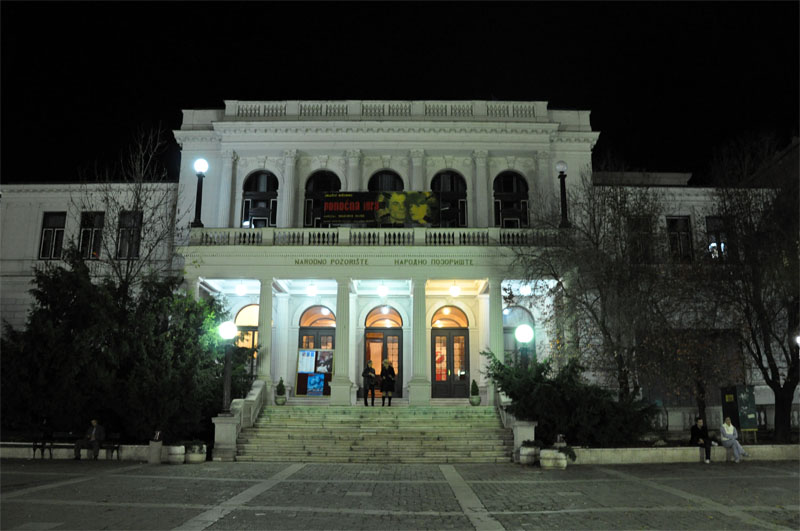
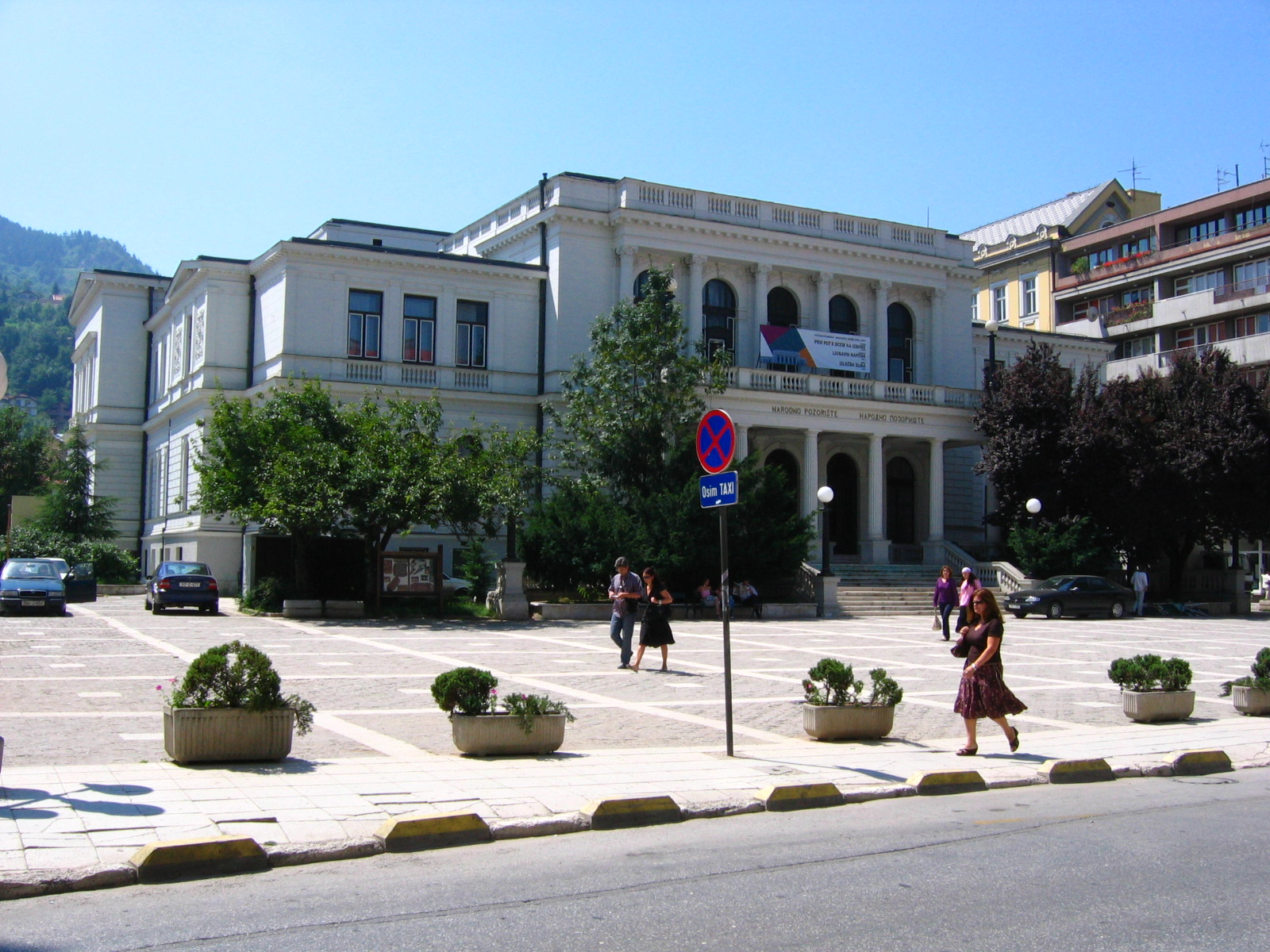